# Луїс Альберто Лакальє де Еррера
Луїс Альберто Лакальє де Еррера (ісп. Luis Alberto Lacalle de Herrera, 13 липня 1941, Монтевідео, Уругвай) — уругвайський адвокат і політик, президент Уругваю (1990—1995).

## Життєпис
Закінчив Національний університет республіки, де здобув диплом юриста. Однак після закінчення навчання працював з 1961 року журналістом.
Він онук колишнього лідера партії Бланкос Луїса Альберто де Еррера. У 1971 році він став депутатом Палати представників від Монтевідео. Цю посаду обіймав до 1973 р. під час відновлення демократії у 1984 році. Був сенатором і заступником голови сенату. У 1989 році він вирішив балотуватися на президентських виборах. Він вступив на посаду 1 березня 1990 року на п'ятирічний термін. За часів свого правління він реалізував економічну програму, засновану на принципах вільного ринку. Разом з президентами Парагваю, Бразилії та Аргентини він був одним із засновників Меркосур, який закінчився ратифікацією Договору про Асунсьйон у 1991 році.
У 1992 році його програма реформ вільного ринку втратила підтримку громадськості, що на референдумі завдало їм остаточного удару. Після цього на наступних виборах, Національна партія більше не висувала кандидата від свого імені, а робила ставку на Хуана Андреса Раміреса.
У 2009 році він став кандидатом від Національної партії на виборах президента. У першому турі виборів 25 жовтня 2009 року він посів друге місце, набравши 29,1 % голосів, позаду Хосе Муджика, який отримав 48 % голосів. 29 листопада 2009 року він зіткнувся з ним у другому турі виборів, який він програв на 43,3 % до 52,6 %.